# Стружувка (потік)
Стружувка (пол. Stróżówka, Stróżówianka) — гірський потік в Польщі, у Горлицькому повіті Малопольського воєводства. Ліва притока Ропи, (басейн Балтійського моря).

## Опис
Довжина потоку 6 км. Потік тече у Низьких Бескидах.

## Розташування
Бере початок на південно-західній стороні від села Загужани. Тече переважно на південний схід через село Стружувку і у місті Горлиці впадає у річку Ропу, ліву притоку Вислоки.

## Цікавий факт
- Понад потоком проходить автошлях місцевого значення № 977[2].
- У пригирловій частині потік перетинає автошлях  28[2].